# طلعت يوسف
طلعت يوسف، لاعب كرة القدم سابق في مصر والاتحاد السكندري ومدرب نادي الاتحاد السكندري الحالي ، ولد في الإسكندرية في 21 يناير 1955 ، يعتبر من اللاعبين البارزين في تاريخ الاتحاد وساهم مع الفريق في الفوز ببطولة كأس مصر عام 1976 عندما أحرز هدفًا شهيرًا في نهائي البطولة في مرمى النادي الأهلي ليفوز الاتحاد باللقب ويلقبونه في مصر بمورينهو المصري نسبة إلى المدرب البرتغالي الشهير.

## المسيرة التدريبية
يعد طلعت يوسف أحد أفضل مدربى مصر في الأعوام العشرة الأخيرة وتولى فيها تدريب طلائع الجيش لموسمين متتاليين ثم اتحاد الشرطة ل3 مواسم قدم فيها عروضا قوية وتواجد في المربع الذهبي للدورى، تولى تدريب المصري البورسعيدى في صيف 2011 ولكنه استقال مطلع عام 2012، كان مرشحا لتدريب المنتخب الوطني بعد رحيل حسن شحاته في يونيو 2011 ولكن المفاوضات لم تكتمل مع اتحاد كرة القدم.

## روابط خارجية
- طلعت يوسف على موقع قاعدة بيانات كرة القدم.إي يو (الإنجليزية)
- طلعت يوسف على موقع كووورة